# Hanušovická vrchovina
Hanušovická vrchovina (332.64) (Góry Hanuszowickie, niem.  Hannsdorfer Bergland) – mezoregion w północno-wschodnich Czechach, w Sudetach Wschodnich, w północno-zachodniej części kraju ołomunieckiego i północno-wschodniej części kraju pardubickiego. Według podziału fizycznogeograficznego Jerzego Kondrackiego i Wojciecha Walczaka mezoregion wchodzący w skład Sudetów Wschodnich.

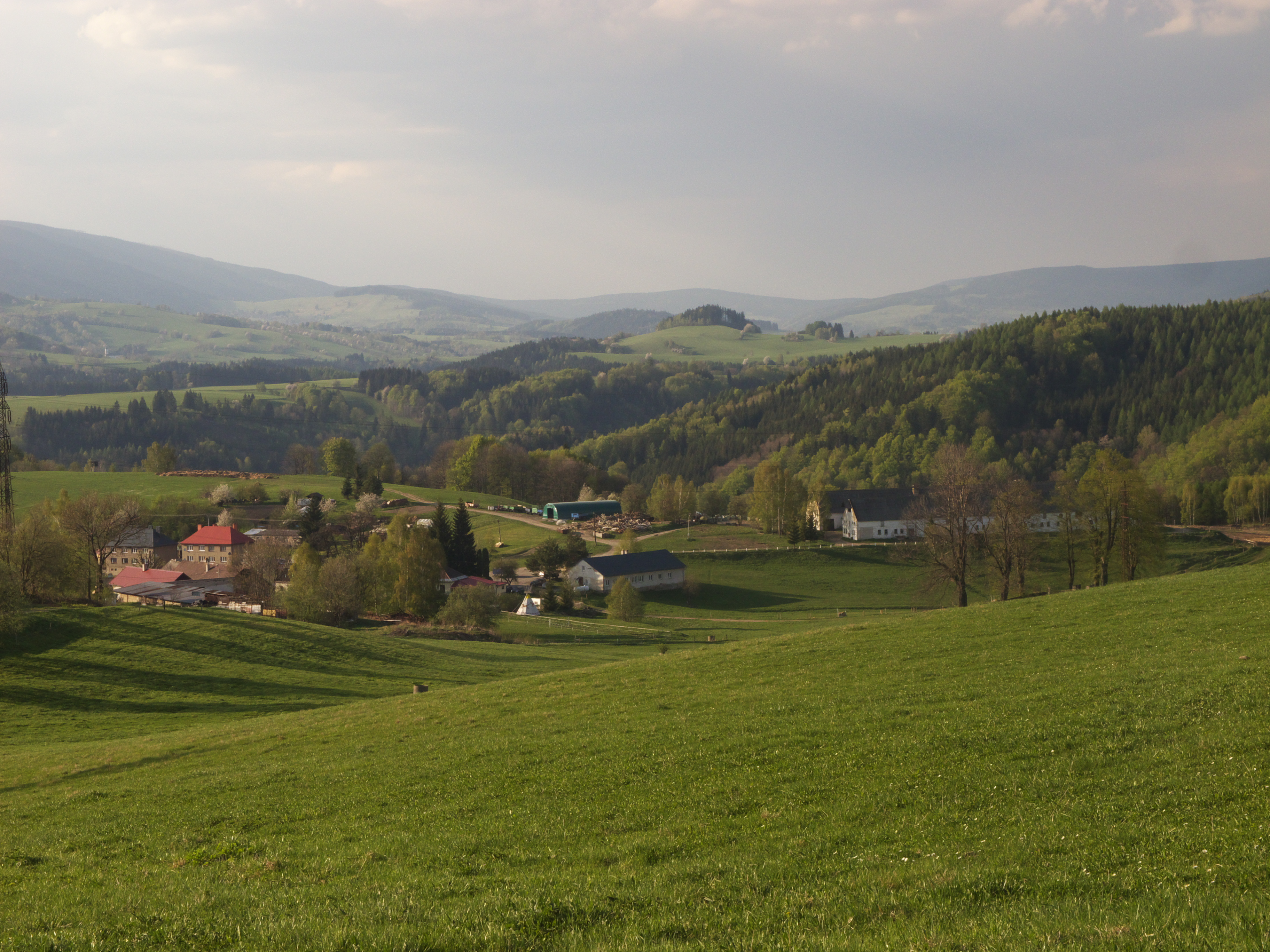
Hanušovická vrchovina w okolicy Hynčice pod Sušinou

## Fizjografia
Hanušovická vrchovina to pasmo górskie złożone z wzniesień o wysokości pomiędzy (350–1003) m n.p.m., położone w dorzeczu Morawy i Desny (czes. Desná) w północno-wschodniej części Czech. Pasmo ciągnie się na długości ponad 50 km, o przebiegu NW – SE, od miejscowości Staré Město na północnym zachodzie za okolice miejscowości Uničov na południowym wschodzie. Pasmo podzielone jest na części dolinami rzek i potoków. Od północy graniczy z Masywem Śnieżnika (czes. Králický Sněžník), od którego oddzielone jest doliną rzeki Morawy, od północnego wschodu z Górami Złotymi (czes. Rychlebské hory), od wschodu z Wysokim Jesonikiem (czes. Hrubý Jeseník) i Niskim Jesionikiem (czes. Nízký Jeseník), od południa z Obniżeniem Górnomorawskim (czes. Hornomoravský úval) a od zachodu z Wyżyną Zabrzeską (czes. Zábřežská vrchovina), (czes. Mohelnická brázda) i Kotliną Kłodzką (czes. Kladská kotlina), która jest naturalną granicą oddzielającą masyw od Gór Orlickich. Pasmo zajmuje powierzchnię 793 km² a średnia wysokość wzniesień wynosi 527,2 m. Część północno-zachodnia ma charakter grzbietu z kulminacją Jeřáb, najwyższym wzniesieniem masywu. Hanušovicką vrchovinę tworzy ciąg, kopulastych wzniesień o różnorodnej morfologii, urozmaiconych dolinami potoków. Teren ten jest niezwykle atrakcyjny krajobrazowo, a jego walory estetyczne podnoszą dobrze zachowane kompleksy leśne.

## Budowa geologiczna
Masyw  zbudowany jest ze skał metamorficznych, tzw. kulmu wschodniosudeckiego: łupków serycytowych, fyllitów, zieleńców i osadowych: piaskowców, łupków ilastych, mułowców, iłowców, zlepieńców, z wkładkami wapieni, łupków kwarcowych i łupków grafitowych.

## Wody
Przez Hanušovicką vrchovinę przebiega główny europejski dział wodny między Morzem Północnym a Morzem Czarnym. Północna część, odwadniana jest przez Cichą Orlicę i jej dopływy, należącą do dorzecza Łaby w zlewisku Morza Północnego, wody z pozostałego obszaru  odprowadzane są przez Morawę do Dunaju i należą do zlewiska Morza Czarnego. Głównymi rzekami są Morawa i Desná. Ponadto sieć rzeczną tworzą rzeki i potoki: Kamenný potok, Malá Morava, Krupá, Branná, Staříč, Rejchartický potok, Merta, Cicha Orlica (czes. Tichá Orlice) i Oskava.

## Rzeźba
Cały obszar pasma jest górzysty poprzecinany w poprzek głębokimi dolinami rzek górskich na segmenty z wyraźnie zaznaczonymi wzniesieniami, o zalesionych szczytach. Na wzniesieniach występują formacje skalne. Przeważnie są to pojedyncze skały, ściany skalne. Najwyższym szczytem jest Jeřáb (1003 m n.p.m.).

## Krajobraz
Krajobraz gór średnich regla dolnego silnie rozciętych głębokimi wciosowymi dolinami rzek. Szczyty kopulaste z wyraźnym podkreśleniem stromych zboczy. Obszar dość gęsto zaludniony. Lasy występują głównie na wyższych grzbietach górskich, doliny i śródgórskie zrównania zajmują osady ludzkie i uprawy rolne. Krajobraz częściowo przeobrażony, pierwotny górski charakter krajobrazu w większości został zachowany.

## Świat zwierzęcy i roślinny
W wyniku osadnictwa lasy w większości zostały wycięte na potrzeby rolnictwa, obecnie większość terenu pokrywają pola uprawne i obszary zabudowane. Większe zwarte kompleksy leśne zachowały się powyżej wysokości 800 m n.p.m., które też częściowo zostały przeobrażone w wyniku gospodarki człowieka. Zachowany jest charakterystyczny dla gór piętrowy układ roślinności, ale występują tylko dwa piętra: piętro pogórza i regiel dolny. Skład gatunkowy roślin jest nieco uboższy od sąsiedniego Masywu Śnieżnika i Wysokiego Jesionika z powodu braku regla górnego oraz mniejszej wysokości szczytów. Występuje tu jednak jeszcze wiele gatunków górskich. Świat zwierząt jest stosunkowo skromny, a związane jest to z niewielką powierzchnią przy dużym stopniu penetracji terenów przez ludzi. Z większych ssaków w lasach występuje jeleń, sarna, borsuk, dzik. Z rzadszych płazów występuje salamandra plamista. Do rejonów o bogatszej faunie należą obszary chronionego krajobrazu CHKO Jeseníky, CHKO Litovelské Pomoraví oraz w szczytowych partiach wzniesienia Jeřáb.

## Wzniesienia
Lista szczytów według wysokości obejmuje wszystkie szczyty o wysokości powyżej 800 m. Jest ich 27, a najwyższy to Jeřáb (1003 m n.p.m.), jedyny tysiącznik.
| Lp. | Szczyt          | Wysokość m n.p.m. |
| 1   | Jeřáb           | 1003              |
| 2   | Černé kameny    | 956               |
| 3   | Bouda           | 956               |
| 4   | Černé kameny–SV | 954               |
| 5   | Bílý kámen      | 948               |
| 6   | Ostrý           | 941               |
| 7   | Skály           | 929               |
| 8   | Smrčník         | 919               |
| 9   | Větrný vrch     | 918               |
| 10  | Kamenec         | 914               |
| 11  | Závora          | 899               |
| 12  | Vinná hora      | 889               |
| 13  | Volyň           | 875               |
| 14  | Závada          | 871               |

| Lp. | Szczyt             | Wysokość m n.p.m. |
| 15  | Výhledy            | 865               |
| 16  | Holý vrch          | 852               |
| 17  | Pohořelec          | 851               |
| 18  | Vidlák             | 851               |
| 19  | Jestřáb            | 846               |
| 20  | Čečola             | 839               |
| 21  | Jeřábek            | 838               |
| 22  | Stráž              | 835               |
| 23  | Svobodínská paseka | 828               |
| 24  | Mazance            | 823               |
| 25  | Dobřečovská hora   | 809               |
| 26  | Rabštejn           | 803               |
| 27  | Maliník            | 802               |
| 28  | Raškovská bouda    | 801               |
| 29  | Kopeček            | 800               |

## Miejscowości
- Bohdíkov;
- Branná;
- Bratrušov;
- Brníčko;
- Dlouhomilov;
- Dolní Studénky;
- Dubicko;
- Hanušovice;
- Hrabišín;
- Kamenná;
- Klopina;
- Kopřivná;
- Lipinka;
- Nový Malín;
- Oskava;
- Písařov;
- Rapotín;
- Rohle;
- Sobotín;
- Staré Město;
- Šumperk;
- Úsov;
- Velké Losiny.

## Ciekawostki
Na obszarze pasma Hanušovická vrchovina, na północny zachód od miejscowości Rapotín położony jest punkt przecięcia się południka 17°00″ z równoleżnikiem 50°00″.